# Litwa na zimowych igrzyskach olimpijskich
Litwa na zimowych igrzyskach olimpijskich – występy reprezentacji Litwy na zimowych igrzyskach olimpijskich.
Litwa startuje w zimowych edycjach igrzysk od 1928 roku. W latach 1948–1988 reprezentanci tego kraju startowali w barwach Związku Socjalistycznych Republik Radzieckich. W dotychczasowych startach reprezentanci Litwy nie zdobyli medali zimowych igrzysk olimpijskich dla swojego kraju.
W hokejowej reprezentacji Wspólnoty Niepodległych Państw na igrzyskach w Albertville w 1992 roku wystąpił jednak litewski zawodnik startujący później w barwach Rosji, Darius Kasparaitis. Drużyna zdobyła w Albertville tytuł mistrzów olimpijskich. Kasparaitis jest jedynym Litwinem, który zdobył złoty medal olimpijski na zimowych igrzyskach.
Najliczniejsza reprezentacja Litwy wystąpiła na igrzyskach w Soczi w 2014 roku i igrzyskach w Pjongczangu, kiedy to zaprezentowało się po 9 zawodników i zawodniczek z tego kraju.
Najmłodszą reprezentantką Litwy na zimowych igrzyskach olimpijskich była biegaczka narciarska Irina Terentjeva. Na olimpiadzie zadebiutowała w 2002 roku w Salt Lake City, mając 17 lat i 244 dni. Z kolei najstarszą zawodniczką była biathlonistka Kazimiera Strolienė, która wystąpiła podczas igrzysk w Nagano w 1998 roku, mając 37 lat i 270 dni.

## Występy na poszczególnych igrzyskach
| Igrzyska            | Rozmiar reprezentacji | Rozmiar reprezentacji | Rozmiar reprezentacji | Rozmiar reprezentacji | Zdobyte medale | Zdobyte medale | Zdobyte medale | Zdobyte medale | Źr.    |
| Igrzyska            | Mężczyźni             | Kobiety               | Razem                 | Dyscypliny            | Złote          | Srebrne        | Brązowe        | Razem          | Źr.    |
| ------------------- | --------------------- | --------------------- | --------------------- | --------------------- | -------------- | -------------- | -------------- | -------------- | ------ |
| Sankt Moritz 1928   | 1                     | –                     | 1                     | 1                     | –              | –              | –              | –              | [ 4 ]  |
| Albertville 1992    | 3                     | 3                     | 6                     | 3                     | –              | –              | –              | –              | [ 5 ]  |
| Lillehammer 1994    | 3                     | 3                     | 6                     | 3                     | –              | –              | –              | –              | [ 6 ]  |
| Nagano 1998         | 5                     | 2                     | 7                     | 4                     | –              | –              | –              | –              | [ 7 ]  |
| Salt Lake City 2002 | 5                     | 3                     | 8                     | 3                     | –              | –              | –              | –              | [ 8 ]  |
| Turyn 2006          | 4                     | 3                     | 7                     | 4                     | –              | –              | –              | –              | [ 9 ]  |
| Vancouver 2010      | 4                     | 2                     | 6                     | 3                     | –              | –              | –              | –              | [ 10 ] |
| Soczi 2014          | 4                     | 5                     | 9                     | 5                     | –              | –              | –              | –              | [ 11 ] |
| Pjongczang 2018     | 5                     | 4                     | 9                     | 3                     | –              | –              | –              | –              | [ 12 ] |

### Klasyfikacja według dyscyplin
| Nazwa                 | Złoto | Srebro | Brąz | Razem |
| --------------------- | ----- | ------ | ---- | ----- |
| Biathlon              | –     | –      | –    | 0     |
| Biegi narciarskie     | –     | –      | –    | 0     |
| Bobsleje              | –     | –      | –    | 0     |
| Curling               | –     | –      | –    | 0     |
| Hokej na lodzie       | –     | –      | –    | 0     |
| Kombinacja norweska   | –     | –      | –    | 0     |
| Łyżwiarstwo figurowe  | –     | –      | –    | 0     |
| Łyżwiarstwo szybkie   | –     | –      | –    | 0     |
| Narciarstwo alpejskie | –     | –      | –    | 0     |
| Narciarstwo dowolne   | –     | –      | –    | 0     |
| Saneczkarstwo         | –     | –      | –    | 0     |
| Short track           | –     | –      | –    | 0     |
| Skeleton              | –     | –      | –    | 0     |
| Skoki narciarskie     | –     | –      | –    | 0     |
| Snowboarding          | –     | –      | –    | 0     |